# Cynthia Gustava
Cynthia Gustava est une astronome amateure américaine.

## Biographie
Elle est entrée en 1996 au Fort Bend Astronomy Club de Stafford au Texas, et en devient présidente de 2000 à 2001. Elle assure ensuite la coordination des volontaires de l'observatoire George au Musée des sciences naturelles de Houston,.
Le Centre des planètes mineures lui attribue la découverte de trois astéroïdes, effectuée entre 1997 et 2000, toutes avec la collaboration d'autres astronomes dont Joseph A. Dellinger et Keith Rivich.
| (35403) Latimer    | 22 décembre 1997 |
| (58671) Diplodocus | 25 décembre 1997 |